# Baurech
Baurech egy francia település Gironde megyében az Aquitania régióban. Lakosainak száma 936 fő (2022. január 1.).

## Adminisztráció
Polgármesterek:
- 2008–2020 Jean Merlaut

## Demográfia
| Lakosok száma | 565  | 632  | 633  | 754  | 792  | 816  | 871  | 919  | 939  | 936  |
|               | 1968 | 1982 | 1990 | 2006 | 2013 | 2015 | 2017 | 2019 | 2020 | 2022 |

## Látnivalók
- Saint-Saturnin templom